# غلوريا ويليامسون
غلوريا ويليامسون (1938 - ) (بالإنجليزية: Gloria Williamson)‏ هي لاعبة كريكت جنوب أفريقية.

## وصلات خارجية
- غلوريا ويليامسون على موقع إي آس بي آن كريك إنفو (الإنجليزية)